# Oncidium hastilabium
Oncidium hastilabium là một loài phong lan có ở tây bắc Venezuela tới miền tây Nam Mỹ.

## Hình ảnh

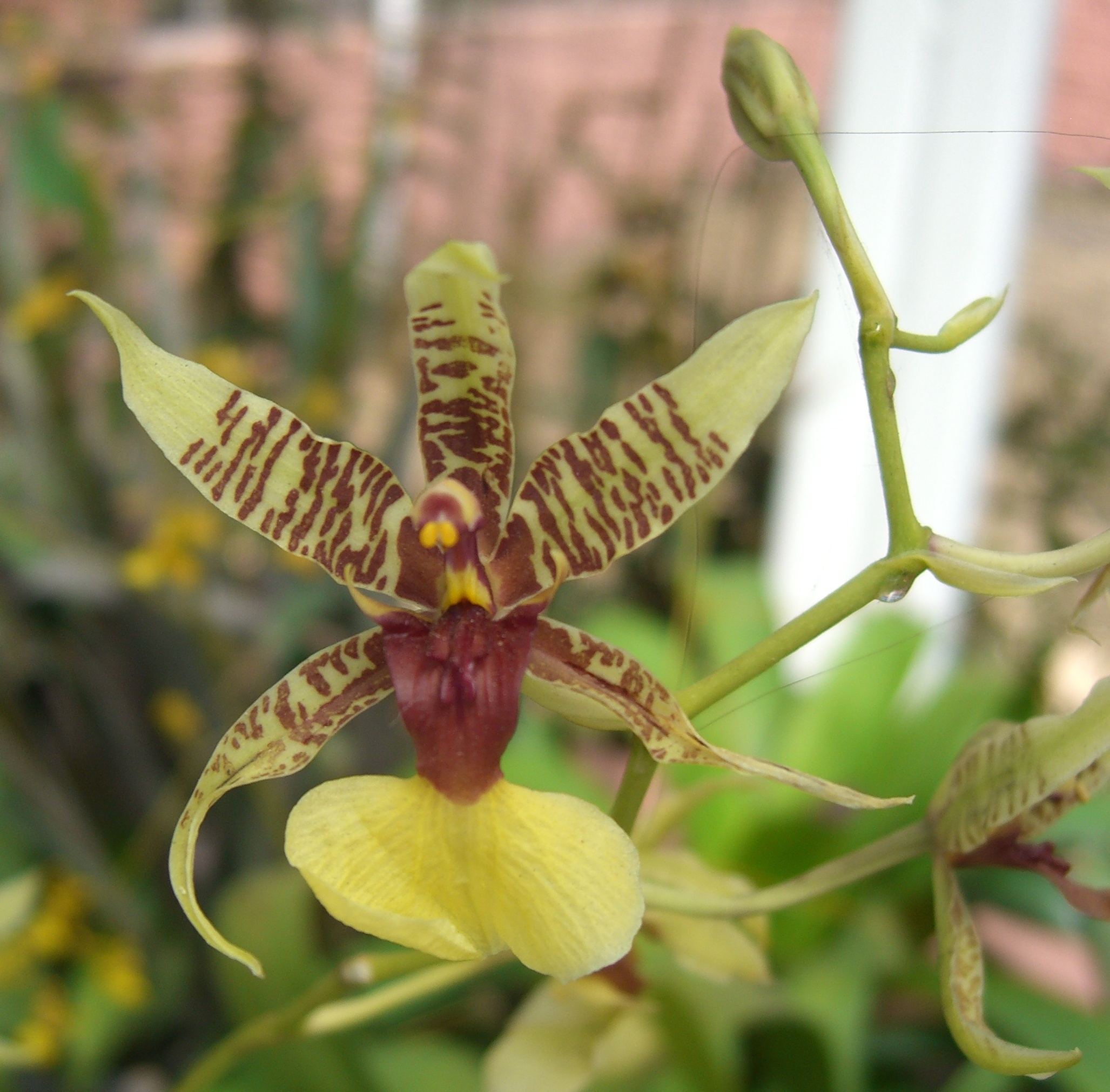